# Alie Stijl
Aaltje (Alie) Stijl (Amsterdam, 29 januari 1923 – Emmeloord, 20 mei 1999) was een Nederlands zwemster.

## Biografie
Stijl, destijds vijftien jaar oud, won in augustus 1938 op de Europese kampioenschappen zwemmen 1938 met collega-zwemsters Trude Malcorps, Rie van Veen en Willy den Ouden een zilveren medaille op de 4x100 meter vrije slag-estafette. Individueel viel ze op de 400 meter vrije slag af in de halve finale. Daarentegen zette ze in januari 1940 kort na elkaar een nationaal record op de 100 meter schoolslag (1.21,6) en een wereldrecord op de 100 yards schoolslag (1.13,0) op haar naam. Het laatste record nam ze over van Doortje Heeselaars, die sinds 14 augustus 1939 de wereldrecordhoudster was. Eind april 1940 verbeterde Stijl samen met Iet van Feggelen en Bep van Schaik het nationaal record op de 3x50 meter wisselslag.
Stijl was in haar actieve tijd aangesloten bij de Amsterdamsche Dames Zwemclub, bij HZ Zian en bij De Meeuwen. Door het afgelasten van de Olympische Spelen van 1940 en 1944 kreeg ze niet de kans op olympisch niveau te kunnen zwemmen. Nadat de in Amsterdam woonachtige Stijl zich in maart 1941 verloofde met een Duitse soldaat, vervolgde ze haar zwemcarrière in nazi-Duitsland. Ze stopte nooit officieel met zwemmen, maar in 1944 zwom ze haar laatste wedstrijden; later keerde ze terug naar Nederland. Ze was van 1948 tot 1988 getrouwd met Johan Kistemaker en had één kind. In 1999 overleed Stijl.

## Erelijst
- Europese kampioenschappen zwemmen 1938, 4x100 meter vrije slag, 4.39,5